# Herman de Aversa
Herman (cca. 1050), membru al familiei normande Drengot a fost pentru scurtă vreme conte de Aversa.
Herman era fiul lui Rainulf al II-lea Trincanocte, conte de Aversa (1045–1048), căruia i-a succedat. La acea vreme, el era la vârsta copilăriei, drept pentru care a fost plasat sub regența vărului tatălui său, Richard. După numai doi ani, Herman a dispărut de pe scenă, iar conte a devenit Richard. Ceea ce s-a întâmplat cu Herman rămâne un mister.